# Dunga
Dunga, egentligen Carlos Caetano Bledorn Verri, född 31 oktober 1963 i Ijuí, Rio Grande do Sul, är en brasiliansk fotbollstränare och före detta fotbollsspelare. 2006–2010 och 2014–2016 var han förbundskapten för Brasiliens herrlandslag. Han är av italiensk och tysk härkomst.

## Klubbkarriären
Dunga spelade under sina första år i brasilianska ligan för Internacional, Corinthians, Santos och under en kort period för Vasco da Gama.
Sedan kom flytten till Italien och Pisa Calcio, där han stannade en säsong innan han bytte upp sig till Fiorentina. Där spelade han i fyra säsonger och gjorde sammanlagt 147 ligamatcher och åtta mål för klubben. Efter sin visit hos Fiorentina hamnade han i Pescara Calcio en säsong och sedan hos tyska VfB Stuttgart i två säsonger, innan han flyttade till Japan och Júbilo Iwata.
Det var först med Iwata som han fick sina första stora meriter med ett klubblag, då han blev utsedd till J-Leagues mest värdefulla spelare 1997 och var med i "drömelvan" samma år och året efter det.

## Landslaget
Dunga var en tuff mittfältare i brasilianska landslaget under 1990-talet med tre VM-turneringar på meritlistan. Han var känd för sin taktiska skicklighet och för sina hårda tacklingar. Viss kritik riktades mot Dunga (liksom mot vissa av hans lagkamrater) för hans råa och glanslösa stil som var mer resultatinriktad än den tidigare "sambafotboll" som dominerat det brasilianska landslaget. Dunga var med i VM-turneringarna 1990, 1994 och 1998. Han blev världsmästare 1994 och silvermedaljör 1998. Totalt spelade Dunga 91 landskamper och gjorde sex mål.

## Förbundskapten
24 juli 2006 blev det klart att Dunga tog över efter Carlos Alberto Parreira som förbundskapten för Brasiliens herrlandslag i fotboll. Som sådan blev han kvar tills efter att Brasilien åkte ur VM 2010. 2014 blev Dunga förbundskapten igen för det brasilianska landslaget.

## Meriter

### Som spelare
- VM-guld: 1994
- U20-VM-guld: 1983
- J-Leagues mest värdefulla spelare: 1997
- J-Leagues "drömelva": 1997, 1998
- Copa América: 1989, 1997

### Som tränare
- Copa América: 2007

## Kuriosa
- "Dunga" är på portugisiska ett av namnen på de sju dvärgarna. Hans farbror gav honom smeknamnet för han trodde att han aldrig skulle växa och bli stor.